# Camposicoloides mendax
Genre
Espèce
Camposicoloides mendax, unique représentant du genre Camposicoloides, est une espèce d'opilions laniatores de la famille des Gonyleptidae.

## Distribution
Cette espèce est endémique d'Espírito Santo au Brésil. Elle se rencontre vers Colatina et Santa Leopoldina.

## Description
Le mâle holotype mesure 5,0 mm et la femelle paratype 5,5 mm.

## Publication originale
- Soares, 1944 : « Contribuição ao estudo dos opiliões do estado do Espírito Santo. » Papeis Avulsos do Departamento de Zoologia, vol. 6, p. 143–156.